# Sinoconodon
Sinoconodon rigneyi es un antiguo proto-mamífero que aparece en el registro fósil de China en el piso sinemuriano en el Jurásico inferior, hace 193 millones de años. Mientras que muchos rasgos son muy similares a los reptiles, poseía una articulación mandibular entre los huesos dentario y escamoso que habría remplazado la articulación primitiva reptiliana entre los huesos articular y cuadrado. Este rasgo es comúnmente utilizado para definir a los mamíferos.
Aunque parece estar estrechamente relacionado con Morganucodon, este animal es considerado como el más basal de los mamaliformes. Se diferencia de manera significativa de Morganucodon en su dentición y hábitos de crecimiento. Como los reptiles, era polifiodonto, remplazando muchos de sus dientes a lo largo de vida, y parece que crecía de manera lenta, pero continua hasta la muerte del individuo. Se cree que el ciclo de dentición de los dientes frontales comenzaba pronto (se ha observado incluso en los individuos más pequeños hallados). Esta observación junto al hecho de tener una mandíbula pobremente osificada, hace que sea poco probable que estos animales mamaran. Sinoconodon es por tanto menos mamífero que los primeros mamaliformes como los docodontos o morganucodontos.  La combinación de los rasgos reptilianos y mamíferos lo sitúa anatómicamente a medio camino entre las dos clases y posiblemente también ecológicamente.